# Ümraniye
Ümraniye is een Turks district in de provincie Istanboel en telt 897.260 inwoners (2007). Het district heeft een oppervlakte van 110,2 km².
De bevolkingsontwikkeling van het district is weergegeven in onderstaande tabel.

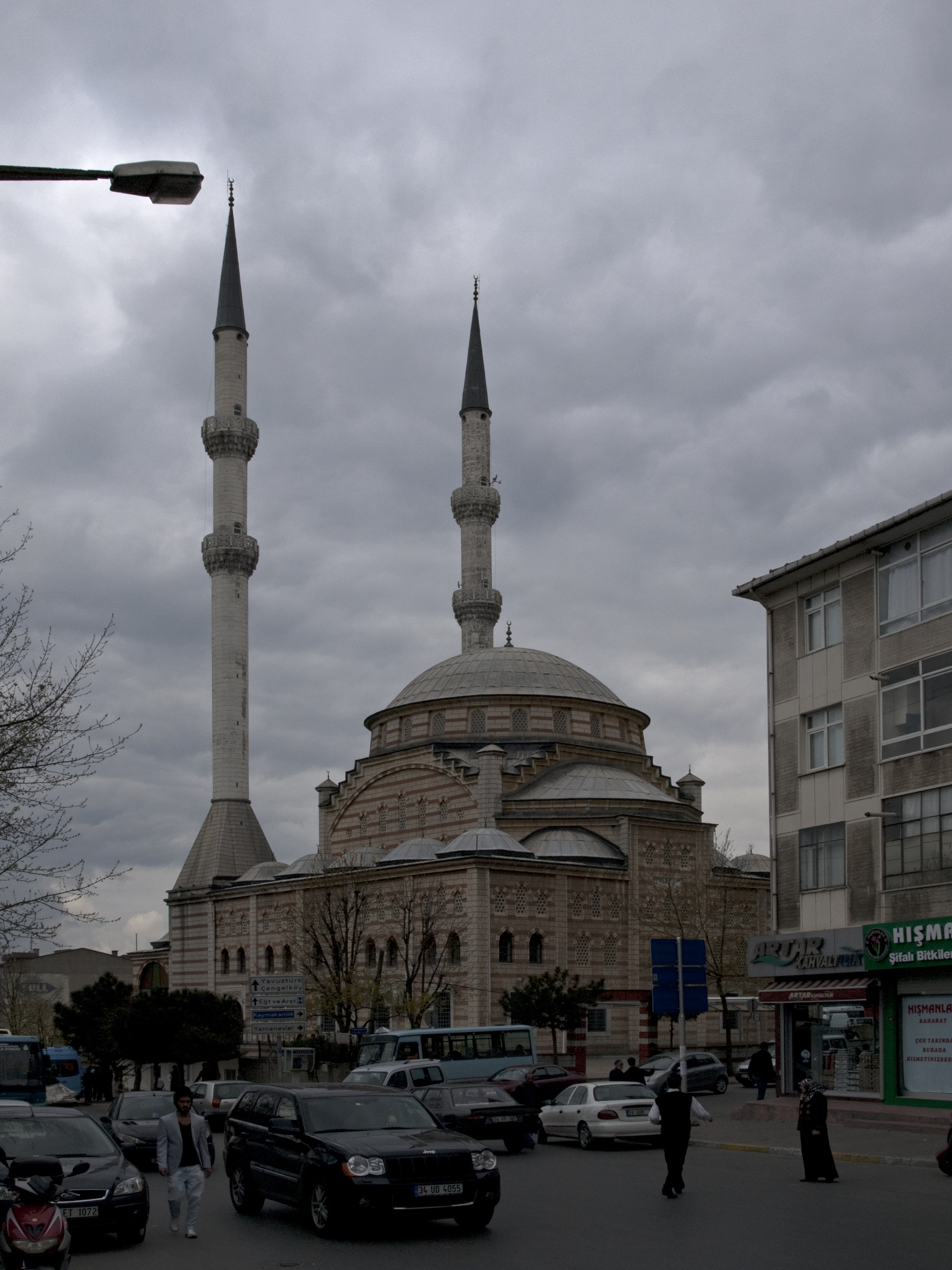
De centrale moskee van Ümraniye

| 1997    | 2000    | 2007    |
| ------- | ------- | ------- |
| 499.090 | 605.855 | 897.260 |